# Hivatalos személy
A hivatalos személyek a mindenkori büntető jogszabályokban tételesen meghatározott kategóriákba tartozó személyek, akiket  a törvény kiemelt védelemben kíván részesíteni, ugyanakkor fokozott felelősséggel terheli.

## A hatályos szabályozás  Magyarországon
A Btk. 459. § (1)-ének 11. pontja szabályozza a hivatalos személy és a 13. pontja a külföldi hivatalos személy fogalmát. A hivatalos személy egyes törvényi tényállásokban mint speciális passzív alany, vagy mint speciális elkövető szerepel, ezért fontos, hogy a Btk. pontosan meghatározza a fogalmát.

### A hivatalos személy fogalma
- a köztársasági elnök
- az országgyűlési képviselő és a Magyarországon megválasztott európai parlamenti képviselő
- az alkotmánybíró
- a miniszterelnök, a miniszter, az államtitkár, a közigazgatási államtitkár, a helyettes államtitkár és a főispán
- a bíró, az ügyész és a választottbíró
- az alapvető jogok biztosa és helyettese
- a közjegyző és a közjegyzőhelyettes
- az önálló bírósági végrehajtó és az önálló bírósági végrehajtó-helyettes és a végrehajtói kézbesítésre felhatalmazott önálló bírósági végrehajtó jelölt
- a helyi önkormányzati és a nemzetiségi önkormányzati képviselő-testület tagja
- a Magyar Honvédség állományilletékes parancsnoka, és az úszólétesítmény vagy a légi jármű parancsnoka, ha a nyomozó hatóságra vonatkozó rendelkezések alkalmazására jogosult
- az Alkotmánybíróságnál, a Köztársasági Elnök Hivatalánál, az Országgyűlés Hivatalánál, az Alapvető Jogok Biztosának Hivatalánál, a Magyar Nemzeti Banknál, az Állami Számvevőszéknél, bíróságnál, ügyészségnél, minisztériumnál, autonóm államigazgatási szervnél, kormányhivatalnál, központi hivatalnál, önálló szabályozó szervnél, rendvédelmi szervnél, a Katonai Nemzetbiztonsági Szolgálatnál, az Országgyűlési Őrségnél, fővárosi vagy megyei kormányhivatalnál, önkormányzati igazgatási szervnél, megyei intézményfenntartó központnál vagy köztestületnél közhatalmi feladatot ellátó vagy szolgálatot teljesítő személy, akinek a tevékenysége a szerv rendeltetésszerű működéséhez tartozik
- a választási bizottság tagja

### A külföldi hivatalos személy fogalma
- a külföldi államban jogalkotási, igazságszolgáltatási, közigazgatási vagy bűnüldözési feladatot ellátó személy
- nemzetközi szerződéssel létrehozott nemzetközi szervezetnél szolgálatot teljesítő személy, akinek a tevékenysége a szervezet rendeltetésszerű működéséhez tartozik
- nemzetközi szerződéssel létrehozott nemzetközi szervezet közgyűlésébe, testületébe megválasztott személy, ideértve a külföldön megválasztott európai parlamenti képviselőt is
- a Magyarország területén, illetőleg állampolgárai felett joghatósággal rendelkező nemzetközi bíróság tagja, a nemzetközi bíróságnál szolgálatot teljesítő személy, akinek a tevékenysége a bíróság rendeltetésszerű működéséhez tartozik